# Lok Prashna
Lok Prashn is een Marathi-dagblad, dat uitkomt in Beed in de Indiase deelstaat Maharashtra. Het is hier een van de meest gelezen Marathi-kranten.